# Liste Wiesbadener Bahnhöfe

Beginn des Schienenverkehrs auf der Taunus-Eisenbahn

Der erste Bahnhof in der hessischen Landeshauptstadt Wiesbaden wurde 1840 eröffnet. Heute gibt es 10 in Betrieb befindliche Bahnhöfe und Haltepunkte. Als Fernbahnhof dient der im Stadtteil Südost gelegene Hauptbahnhof. Sieben werden von S-Bahnen und dem schienengebundenen Regionalverkehr angefahren, die restlichen zwei werden von der Nassauischen Touristik-Bahn genutzt.
Es gibt Ideen, im Rahmen des Projekts Stadtbahn Wiesbaden in Kostheim einen weiteren Haltepunkt für die S-Bahn zu errichten. Eine diesbezügliche Kosten-Nutzen-Analyse ist positiv ausgefallen, allerdings gibt es in Kostheim massiven Widerstand gegen diese Pläne. Überlegungen bezüglich eines weiteren Haltepunktes in Kastel zur Erschließung des Gewerbegebietes Petersweg werden derzeit nicht weiter verfolgt, sodass sie als erledigt betrachtet werden müssen. (→ Nahverkehr in Wiesbaden)
Die Liste ist folgendermaßen aufgebaut:
- Typ: Bahnhof (Bf), Haltepunkt (Hp) oder Güterbahnhof (Gbf)
- Name
- Ort: Stadtteil, in dem der Bahnhof liegt und Koordinaten
- : Fernverkehr
- RB: Regionalbahn auf der RheingauLinie (RB 10), der Ländchesbahn (RB 21) sowie auf der Rhein-Main-Bahn (RB 75)
- : S-Bahn Rhein-Main
- : Museumsbahn der Nassauischen Touristik-Bahn
- Strecke, an der der Bahnhof liegt
- Eröffnung: erstmalige Eröffnung des Bahnhofs für den Verkehr
- Anmerkung
- Bild

Grau unterlegte Bahnhöfe werden zurzeit nicht bedient, sind also ehemalige oder geplante Stationen.
| Typ    | Name                         | Ort                                            | Bahn | RB | S | Museumsbahn | Strecke(n)                             | Eröffnung | Anmerkung | Bild |
| ------ | ---------------------------- | ---------------------------------------------- | ---- | -- | - | ----------- | -------------------------------------- | --------- | --- | ---- |
| Hp     | Auringen-Medenbach           | Auringen 50° 6′ 49″ N, 8° 19′ 55″ O            |      | RB |   |             | Ländchesbahn (RB 21)                   |           | |      |
| Hp     | Wiesbaden-Biebrich           | Biebrich 50° 2′ 55″ N, 8° 14′ 11″ O            |      | RB |   |             | Rechte Rheinstrecke (RB9, RB 10)       |           | Ehemals Biebrich-Mosbach, später Biebrich Hauptbahnhof. Seit Eingemeindung 1926 Wiesbaden-Biebrich bzw. Wiesbaden Süd                                           |      |
| Hp     | Chausseehaus                 | Dotzheim 50° 5′ 48″ N, 8° 10′ 18″ O            |      |    |   | Museumsbahn | Aartalbahn                             |           | |      |
| Bf     | Wiesbaden-Dotzheim           | Dotzheim 50° 4′ 35″ N, 8° 12′ 13″ O            |      |    |   | Museumsbahn | Aartalbahn                             | 1889      | |      |
| Hp     | Wiesbaden-Erbenheim          | Erbenheim 50° 3′ 17″ N, 8° 17′ 44″ O           |      | RB |   |             | Ländchesbahn (RB 21)                   |           | |      |
| Bf     | Wiesbaden Hauptbahnhof       | Südost 50° 4′ 15″ N, 8° 14′ 38″ O              | Bahn | RB | S |             | zahlreiche                             | 1906      | Fernverkehrshalt für ICE, IC, railjet |      |
| Bf     | Wiesbaden-Igstadt            | Igstadt 50° 4′ 56″ N, 8° 19′ 32″ O             |      | RB |   |             | Ländchesbahn (RB 21)                   |           | Derzeit einziger Bahnhof der Ländchesbahn mit Ausweichgleis |      |
| Bf     | Mainz-Kastel                 | Mainz-Kastel 50° 0′ 25″ N, 8° 16′ 57″ O        |      | RB | S |             | Taunus-Eisenbahn (RB 9, RB 10), S1, S9 | 1840      | |      |
| Bf     | Landesdenkmal                | Biebrich 50° 3′ 16″ N, 8° 14′ 39″ O            |      |    |   |             | Aartalbahn                             | 1907      | Stilllegung 1983 |      |
| Bf     | Wiesbaden Ludwigsbahnhof     | Mitte 50° 4′ 39″ N, 8° 14′ 45″ O               |      |    |   |             | Ländchesbahn                           | 1879      | Ersetzt durch Hauptbahnhof 1906. Seit 1915 steht auf dem Areal das Landesmuseum.                                                                                |      |
| Bf Gbf | Wiesbaden Ost                | Biebrich 50° 2′ 28″ N, 8° 15′ 24″ O            |      |    | S |             | Taunus-Eisenbahn Aartalbahn            |           | Ehemals Biebrich Curve, später Biebrich Ost. Seit Eingemeindung Biebrichs 1926 Wiesbaden Ost. Früher Knotenbahnhof für Güterverkehr mit kleinem Ablaufberg      |      |
| Bf     | Rheinbahnhof (Biebrich, alt) | Biebrich 50° 2′ 10″ N, 8° 14′ 22″ O            |      |    |   |             | Taunus-Eisenbahn                       | 1840      | Eisenbahnberg, heute Lutherstraße, neben Oranier-Gedächtniskirche Abriss von Empfangsgebäude und hölzerner Bahnsteighalle 1908 nach Streckenverkürzung.         |      |
| Bf     | Rheinbahnhof (Biebrich)      | Biebrich 50° 2′ 14″ N, 8° 14′ 34″ O            |      |    |   |             | Taunus-Eisenbahn                       | 1908      | Ecke Wilhelm-Kalle-Straße / Am Rheinbahnhof Empfangsgebäude wird durch Betriebskrankenkasse der Chemischen Fabrik Kalle genutzt, Gleise dienen dem Werksverkehr |      |
| Bf     | Wiesbaden Rheinbahnhof       | Mitte 50° 4′ 37″ N, 8° 14′ 39″ O               |      |    |   |             | Nassauische Rheintalbahn               | 1857      | Ersetzt durch Hauptbahnhof 1906, Abbruch des 1868 erbauten Empfangsgebäudes 1969 für Erweiterung der Rhein-Main-Hallen                                          |      |
| Hp     | Wiesbaden-Schierstein        | Schierstein 50° 2′ 51″ N, 8° 11′ 41″ O         |      | RB |   |             | Rechte Rheinstrecke (RB 9, RB 10)      |           | |      |
| Bf     | Taunusbahnhof                | Mitte 50° 4′ 39″ N, 8° 14′ 41″ O               |      |    |   |             | Taunus-Eisenbahn                       | 1840      | Heute stehen auf dem Areal die Rhein-Main-Hallen |      |
| Bf     | Waldstraße                   | Biebrich 50° 3′ 38,1″ N, 8° 13′ 54,6″ O        |      |    |   |             | Aartalbahn                             |           | Stilllegung 1983, heute in Privatbesitz |      |
| Gbf    | Wiesbaden West               | Rheingauviertel 50° 4′ 25,8″ N, 8° 12′ 57,4″ O |      |    |   |             | Aartalbahn                             | 1904      | Auf dem Gelände entsteht ein neuer Stadtteil mit dem Namen Künstlerviertel                                                                                      |      |